# Falsovelleda rufescens
Falsovelleda rufescens là một loài bọ cánh cứng trong họ Cerambycidae.